# حزب الشعب الصومالي الإثيوبي الديمقراطي
حزب الشعب الصومالي الإثيوبي الديمقراطي (بالأمهرية: የሶማሌ ዴሞክራሲዊ ፓርቲ)‏ كان حزبًا سياسيًا في إثيوبيا، تم إنشاؤه من قبل الجبهة الديمقراطية الثورية الشعبية الإثيوبية الحاكمة الحالية بعد رفضه الوحشي لمطالب الصوماليين بتقرير المصير في عام 1993 ، أنشأ الجبهة حزبًا بديلًا يسمى الرابطة الديمقراطية الصومالية الإثيوبية وهي واحدة من العديد من المنظمات الموجودة في جميع أنحاء إثيوبيا.
قاد المنظمة أحمد شايد  ومحمد راشد إسحاق.

## التاريخ
في ديسمبر 2019 ، تم تشكيل حزب الازدهار من خلال اندماج ثلاثة أحزاب سابقة في الجبهة الديمقراطية الثورية للشعب الإثيوبي، وهي حركة أمهرة الوطنية الديمقراطية،والمنظمة الديمقراطية لشعوب أورومو، وحركة شعب جنوب أثيوبيا الديمقراطية. كما تم تضمين حزب عفار الوطني الديمقراطي، وجبهة بنيشانغول - غوموز للوحدة الديمقراطية الشعبية، وحزب الشعب الصومالي الإثيوبي الديمقراطي، وحركة غامبيلا الشعبية الديمقراطية، ورابطة هاريري الوطنية في الاندماج.